# La leyenda de la Mancha
La leyenda de La Mancha è il terzo album del gruppo musicale spagnolo Mägo de Oz, pubblicato nel 1998.

## Descrizione
L'album è un'opera rock di stampo metal, così come il precedente Jesús de Chamberí. In questo album l'ispirazione viene data dal Don Chisciotte di Miguel Cervantes, reso in maniera moderna (come era avvenuto per Gesù in Jesús de Chamberí).
Questo album è probabilmente uno dei più famosi della band, contenendo tra l'altro il brano Molinos de Viento, una delle maggiori hit dei Mägo de Oz, spesso suonata a conclusione dei concerti.

## Tracce
1. En un Lugar... (Prologo)
2. El Santo Grial
3. La Leyenda de La Mancha
4. Noche Toledana
5. Molinos de Viento
6. Dime con quién andas
7. Maritormes
8. El Bálsamo de Fierabrás
9. El Pacto
10. La Ínsula de Barataria
11. El Templo del Adios (versione spagnola del brano dei Rainbow The Temple of the King)
12. Requiem
13. Ancha es Castilla